# Spaßbieter
Ein Spaßbieter ist eine Person, die bei Internetauktionen mitbietet, obwohl sie kein Interesse an der Ersteigerung der Sache hat. Oft richten sich solche Bieter Benutzerkonten mit falschen Daten ein, um anonym zu bleiben und sich so vor rechtlichen Schritten zu schützen.
Der geheime Vorbehalt des Spaßbieters, die Kaufsache nicht abnehmen zu wollen, steht in Deutschland gemäß § 116 BGB einer wirksamen Willenserklärung nicht im Wege. Gewinnt der Spaßbieter die Auktion, kommt somit ein gültiger Vertrag zustande, den er auch nicht wegen des Scherzes anfechten kann.